# زبان‌های پاهاری
زبان‌های پَهاری (به دیواناگری: पहाड़ी) شاخه‌ای از زبان‌های هندوآریایی است که گویشورانش در دامنه‌های هیمالیا، از نپال تا اوتاراکند، هیماچال پرادش و جامو و کشمیر در هندوستان می‌زیند. نام این زبان‌ها ریشه در واژهٔ پَهار به معنای کوهستان دارد. زبان‌های پهاری به سه شاخهٔ مرکزی، خاوری و باختری تقسیم‌می‌شوند.